# 페름기-트라이아스기 대멸종
페름기-트라이아스기 대량절멸(Permian–Triassic extinction event)은 페름기 말에 일어난 대멸종으로 지구상의 생명체의 약 96%가 멸종해버린 자연사상 최악의 대량절멸이다. 이 대량절멸 사태가 끝난 뒤에 고생대가 끝나고 중생대가 시작됐다.

### 대멸종
고생대부터 현재까지 가장 크게 번성한 동물인 절지동물을 제외하고, 고생대의 육상 생물은 양서류와 단궁류, 중생대는 공룡으로 파충류가 주요했다. 페름기-트라이아스기 경계기는 고생대의 생물이 중생대의 생물로 전환되는 바탕을 제공해 준 대멸종이 있었다. 페름기 말에 바다 속에서 서식하던 무척추동물은 종 수준에서 90% 정도가 멸종하였고, 82%의 속, 절반 가량의 과가 소멸한 것으로 추정된다. 여기에는 삼엽충, 고생대형 산호, 푸줄리나 등 고생대에서 많이 서식했던 생물종을 포함한다. 척추동물에서는 82%의 과가 멸종하였고, 곤충은 11개 목이 멸종하였으며, 식물 등의 생물도 많은 종류가 멸종하였다. 이는 캄브리아기 이후 최대 규모의 멸종이다. 대멸종의 원인으로 여러 가지 가설들이 제기되고 있으나, 현재 지질학자의 거의 대부분이 동의하는 가설은 시베리아 트랩가설이다.

## 멸종 연대
지질 시대의 연대 분석은 1990년대 이후 새로운 분석 기술이 도입되면서, 연구가 상당히 진행되었다. 이 페름기-트라이아스기 경계기에 대해서도 지금까지 수백만 년 동안 지속된 사건이라고 추측해 왔으나, 1994년에 스탠리 등이 페름기 말의 멸종이 800만년에서 1000만년 간격을 두고 2회에 걸쳐 일어난 대멸종임을 발표하였고, 1996년에는 미국의 노르가 “멸종이 약 2억 6000만년전과 약 2억 5000만년전의 두 번에 걸쳐 일어난 것”이라고 사이언스지에 발표하였다. 최초의 2억 6000만년전에 일어난 대멸종은 페름기 중기에 일어났는데, 해수면이 갑자기 낮아져 수많은 해양생물들이 멸종한 것으로 생각되며, 육상생물도 환경 변화에 따라 대량멸종이 일어난 것으로 추측된다. 두 번째 일어난 사건은 고생대의 생태계가 완전히 파괴된 대멸종이었다. 중국 남부의 산에 남아 있는 당시의 초지대에 남아 있는 화산재 분석에서 2억 5160만년 전에 갑자기 멸종이 시작되었다고 가정하고 있다.

## 같이 보기
- 이산화 탄소
- 대량절멸
- 기후변화